# Monty on the Run
Monty on the Run (lett. "Monty in fuga") è un videogioco a piattaforme sviluppato e pubblicato dalla Gremlin Graphics nel 1985 per Amstrad CPC, Commodore 16, Commodore 64 e ZX Spectrum. È il terzo titolo della serie di Monty Mole sull'omonima talpa, il primo convertito per Amstrad CPC e Commodore 16.

## Trama
La talpa Monty, imprigionata per furto di carbone (in Wanted: Monty Mole), dopo essere stata liberata da Sam Stoat (in Monty Is Innocent), si trova ora a dover fuggire dalla Gran Bretagna. Per fare questo deve cercare una barca con la quale salpare per la Francia, meta della sua prossima avventura per l'Europa (in Auf Wiedersehen Monty).

## Modalità di gioco
Scopo del gioco è guidare Monty lungo il percorso alla ricerca della barca che lo farà fuggire dall'Inghilterra. Per prima cosa, prima di partire nell'impresa, occorre selezionare dalla schermata iniziale cinque oggetti da portare con sé (facenti parte del Monty's Freedom Kit). Una scelta errata di questi oggetti comporta l'impossibilità di proseguire il gioco una volta raggiunti certi schemi.
Il percorso che si trova ad affrontare Monty è pieno di personaggi pericolosi con i quali è bene non entrare in contatto. Occorre inoltre collezionare monete e altri oggetti utili evitando quelli che possono essere addirittura dannosi. Sono presenti anche dei teletrasporti che possono essere superati solo nel momento in cui hanno un determinato colore, altrimenti si viene teletrasportati in altre zone. In una fase finale del gioco si deve guidare una Sinclair C5, stando sempre attenti a evitare gli ostacoli posti lungo il percorso.

## Altre versioni
Una versione di Monty on the Run è stata pubblicata in Giappone su Famicom Disk System, espansione per NES che permetteva l'uso di floppy disk. Il gioco, intitolato Monty no Doki Doki Daidassō: Monty on the Run (モンティのドキドキ大脱走) e prodotto da Jaleco, presenta molte differenze rispetto l'originale, tra cui il protagonista che non è più una talpa ma un galeotto; uno dei pochi elementi mantenuti è la musica.

## Colonna sonora
La versione per Commodore 64 possiede una celebre colonna sonora originale scritta da Rob Hubbard, considerata tra le migliori di quel sistema.